# Jean Rémusat
Jean Rémusat (1815-1880) var en fransk fløjtenist, komponist og dirigent.
Rémusat var elev hos Jean-Louis Tulou på Conservatoire de Paris. Han var førstefløjtenist ved Queen's Theatre i London og senere ved Théâtre Lyrique i Paris.
Den eneste fløjte af guld, der nogensinde er lavet af den franske fløjtemager Louis Lot, blev fremstillet til Jean Rémusat på bestilling fra den Philharmoniske Sammenslutning i Shanghai, som tak for at han ville være formand – desuden var han med til at danne Shanghai Symfoniorkester og var dets dirigent fra dets opstart i 1879 til sin død.
Jean Rémusat er far til maleren Claude Rémusat.